# Gunung Mulya
Gunung Mulya is een bestuurslaag in het regentschap Kampar van de provincie Riau, Indonesië. Gunung Mulya telt 1775 inwoners (volkstelling 2010).